# Via Belgarbo
Via Belgarbo (Quality Street) è un film muto del 1927 diretto da Sidney Franklin.

## Trama
Il dottor Valentine Brown corteggia da lungo tempo Phoebe Throssel ma, prima di decidersi a chiederla in moglie e a sposarla, raggiunge le forze inglesi che combattono quelle napoleoniche. La povera Phoebe resta a languire nel villaggio per lungo tempo, confortata dall'affetto della sorella Susan, ma inesorabilmente destinata a restare zitella. Dopo dieci anni, Valentine torna ma Phoebe, vedendosi invecchiata, non si fa riconoscere dall'amato e finge di essere invece una nipote di Phoebe, I due iniziano un flirt che porta a una serie di equivoci e di situazioni imbarazzanti: alla fine, Phoebe confessa la verità a Valentine che, nonostante il tempo passato, ama ancora la fidanzata.

## Produzione
La sceneggiatura deriva dalla commedia omonima in quattro atti del 1901, scritta da James M. Barrie.
Il film fu prodotto dalla Cosmopolitan Productions di William Randolph Hearst per la Metro-Goldwyn-Mayer (MGM).
Dieci anni dopo fu prodotto il remake, un film omonimo con Katharine Hepburn distribuito in Italia con il titolo di Dolce inganno.

## Distribuzione
Distribuito dalla Metro-Goldwyn-Mayer (MGM), il film fu presentato il 1º novembre 1927 (o il 2 novembre, in prima a New York), uscendo nelle sale cinematografiche degli Stati Uniti il 31 dicembre 1927.
Copia della pellicola vien conservata negli archivi della MGM/United Artists. Il film è stato inserito in un DVD della Milestone distribuito il 17 dicembre 2002 insieme a Captured on Film: The True Story of Marion Davies (2001).